# Wiener Warenhäuser um 1900

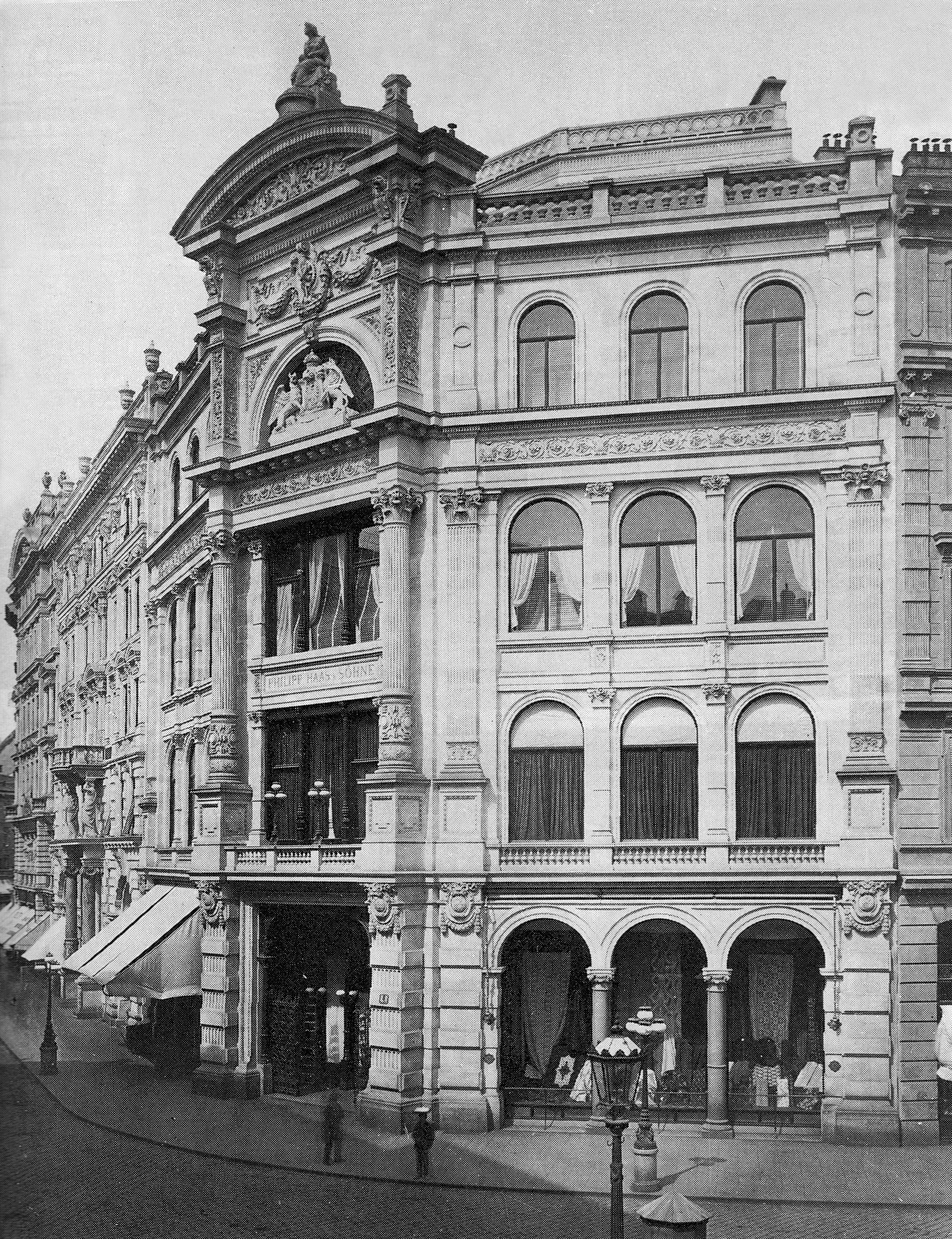
Das Warenhaus „Philipp Haas & Söhne“ Ende des 19. Jahrhunderts

Warenhaus Stephan Esders

Als Warenhäuser in Wien um 1900 gelten die Großunternehmen der Mariahilfer Straße (Herzmansky, Gerngross, Warenhaus Stefan Esders) und ab 1911 das Kollektivkaufhaus Zentralpalast, später Warenhaus Stafa. Eine weitere Gruppe großer Einzelhandelsunternehmen befand sich im Bereich Kärntner Straße und Stephansplatz.
Um 1900 fand, mit einiger Verspätung gegenüber Metropolen wie Paris, London und kurz nach Berlin die Entwicklung moderner Großwarenhäuser in Wien statt. Neben die langsam in diese Unternehmensdimension hineingewachsenen Unternehmen Herzmansky und Gerngross trat 1895 das Warenhaus des Belgiers Stefan Esders. Die jahrelangen intensiven Proteste seitens des Kleingewerbes und der christlichsozialen Partei verliefen im Sande, und auch der 1911 gestartete Versuch eines genossenschaftlichen Gemeinschaftswarenhauses scheiterte.

## Gehemmte Entwicklung und politischer Widerstand
Bis 1890 war die Warenverteilung in Wien weitgehend kleingewerblich strukturiert. Als erstes Warenhaus entstand aber schon 1866/67 das Haas-Haus des Unternehmens Philipp Haas & Söhne, dem andere folgten, wie das Konfektionshaus Rothberger am Stephansplatz oder in anderen Bereichen das 1878/79 errichtete Porzellanhaus Wahliss in der Kärntner Straße 17. 1895 folgten das Teppichhaus von Samuel Schein am Bauernmarkt 12, ein Bau der Architekten Fellner & Helmer, und das von Friedrich Schön entworfene Damenkonfektionshaus für Ludwig Zwieback in der Kärntner Straße 11, das 1910 von Friedrich Ohmann umgestaltet wurde.
Das Ansuchen einer französischen Gesellschaft um die Konzession einer Warenhaus-AG war 1890 von den Behörden abgelehnt worden. Um 1895 kam es allerdings zu einem Aufschwung der heimischen Großbetriebe des Einzelhandels, und 1897 erfolgte ein großer Neubau bei Herzmansky. Diese Entwicklung fand zwar ein überwiegend freundliches Presseecho, beunruhigte aber das Wiener Kleingewerbe und dessen Repräsentanten, die zum Teil mit massiver antikapitalistischer und antisemitischere Rhetorik reagierten. Als der Unternehmer Stefan Esders, der bereits Kaufhäuser in Brüssel, Rotterdam, Paris, München und Hamburg besaß, am 3. und 4. April 1895 sein neu erbautes Kaufhaus „Zur großen Fabrik“ in der Mariahilfer Straße 18. eröffnete, gab es auch empörte Reaktionen. Der katholische Esders gab zwar keinen Anlass zu antisemitischen Anpöbelungen, wurde aber als typischer Repräsentant des internationalen Kapitals bekämpft.

## Kampf um die Warenhaussteuer
Die Firma Gerngross beschritt mit ihrem 1904 abgeschlossenen Ausbau am konsequentesten den Weg zum Großwarenhaus. Gegen diese Tendenz erhob sich der Ruf nach einer speziellen Warenhaussteuer, wie sie bereits in Frankreich und einigen Ländern des Deutschen Reichs eingeführt war. Eine Versammlung von 3000 unabhängigen Wiener Kaufleuten verlangte am 13. März 1905 eine Sonderumsatzsteuer von 10 Prozent, und entsprechende Forderungen konkretisierten sich im niederösterreichischen Landtag ab 1907. Die bis 1910 stattfindende Agitation blieb aber letztlich erfolglos und eine „neue Kampfesart gegen Konsumvereine und gegen Großwarenhäuser“, der Versuch, diese Großvertriebsformen mit ihren eigenen Waffen zu schlagen, wurde mit dem von Jakob Wohlschläger initiierten Projektes des Mariahilfer Zentralpalastes unternommen. Das Kaufhaus ging allerdings schon 1913 in Konkurs und wurde von der Centralbank der deutschen Sparkassen übernommen. Später wurde daraus das Warenhaus Stafa.